# Luis de Stolberg
El conde Luis de Stolberg (Stolberg, 12 de enero de 1505-Wertheim am Main, 1 de septiembre de 1574) fue un noble alemán. Gobernó Eppstein-Königstein desde 1535 hasta su muerte.

## Biografía
Luis nació en el castillo de Stolberg, siendo el hijo del Conde Bodo VIII y de su esposa, la Condesa Ana de Eppstein-Königstein. Él era el tercer hijo varón y el cuarto vástago de los doce hijos que tuvieron. Entre sus hermanos se encuentran el Conde Wolfgang, la Abadesa Ana de Quedlinburg, la Condesa Juliana de Hanau-Münzenberg y después de Nassau-Dillenburg, el Conde Enrique de Stolberg-Wernigerode, la Condesa Catalina de Henneberg, el Conde Alberto de Stolberg-Schwarza y el Conde Cristóbal de Stolberg-Gedern, quien fue preboste en Halberstadt
Desde la edad de nueve años, fue educado por su tío materno Everardo IV de Eppstein en Königstein. Después, estudió en la Universidad de Wittenberg, donde se convirtió al Luteranismo en 1521. La expansión y consolidación de la Reforma se convirtieron en su objetivo después de su conversión. Actuó como consejero del emperador Carlos V y de sus sucesores Fernando I y Maximiliano II. Fue enviado frecuentemente a misiones diplomáticas, inter alia a la reina Isabel I de Inglaterra y la corte española.
Su tío materno Everardo IV no tenía hijos e hizo de Luis su heredero universal. A partir de 1527, Luis actuó como gobernante de Everardo. El emperador Carlos V reconoció la voluntad de Everardo en 1528. En 1535, Everardo murió y Luis heredó sus posesiones. En 1540, introdujo la Reforma en su territorio. No obstante, no participó en la guerra de Esmalcalda.

## Matrimonio e hijos
Luis contrajo matrimonio con Walburga (m. 1578), la hija de Juan III de Wied (m. 1533) e Isabel de Nassau-Dillenburg (1488-1559). Juntos tuvieron un hijo y tres hijas:
- Catalina, desposó a Miguel III, último conde de Wertheim. Cuando Miguel III murió en 1556 sin heredero varón, Luis logró adquirir el Condado de Wertheim y el Castillo de Wertheim,[1] y una porción del 50% del Castillo de Breuburg y del Señorío de Breuberg. Catalina volvió a casarse en 1566, con el Conde Felipe II de Eberstein (1523-1589).
- Isabel, desposó al Conde Teodorico de Manderscheid-Virneburg. Él murió en 1593 y un año después, ella volvió a casarse con el Barón Guillermo de Criechingen.
- Bodo, fue educado en la corte del duque de Baviera. En 1568, se trasladó a Quedlinburg. Murió antes que su padre.
- Ana (13 de abril de 1548 - 2 de noviembre de 1599), desposó el 2 de septiembre de 1566 al Conde Luis III of Löwenstein-Wertheim (17 de febrero de 1530 - 13 de marzo de 1611).

## Sus herederos
Como Luis no tenía herederos varones superviviente, el Condado de Königstein pasó a su hermano menor Cristóbal. La viuda de Luis, Walburga, recibió la ciudad, distrito y viñedos de Butzbach.
El Electorado de Maguncia se anexó el distrito de Königstein después de la muerte sin hijos de Cristóbal en 1581. Los Condes de Stolberg heredaron los distritos de Ortenberg y Gedern y porciones de Butzbach y Münzenberg. En 1598, su yerno Luis III ganó una disputa sobre el Condado de Wertheim que había durado 20 años. 